# Cainia
Cainia är ett släkte av svampar. Enligt Catalogue of Life ingår Cainia i familjen Cainiaceae, ordningen kolkärnsvampar, klassen Sordariomycetes, divisionen sporsäcksvampar och riket svampar, men enligt Dyntaxa är tillhörigheten istället familjen Amphisphaeriaceae, ordningen kolkärnsvampar, klassen Sordariomycetes, divisionen sporsäcksvampar och riket svampar.
| Cainia | \| \| Cainia graminis \| \| \| \| \| \| Cainia desmazieri \| \| \| \| |
|        | \| \| Cainia graminis \| \| \| \| \| \| Cainia desmazieri \| \| \| \| |
|        | Atrotorquata                                                          |
|        |                                                                       |
|        | Cainia graminis                                                       |
|        |                                                                       |
|        | Cainia desmazieri                                                     |
|        |                                                                       |

|  | Cainia graminis   |
|  |                   |
|  | Cainia desmazieri |
|  |                   |